# 达德利·斯托里
达德利·斯托里（英語：Dudley Storey，1939年11月27日—2017年3月6日），新西兰男子赛艇运动员。他曾代表新西兰参加1964年、1968年和1972年夏季奥林匹克运动会赛艇比赛，获得一枚金牌和一枚银牌。